# Aphelia tschetverikovi
Aphelia tschetverikovi is een vlinder uit de familie bladrollers (Tortricidae). De wetenschappelijke naam is voor het eerst geldig gepubliceerd in 1963 door Danilevsky.
De soort komt voor in Europa.